# Сад Жаклин Кеннеди

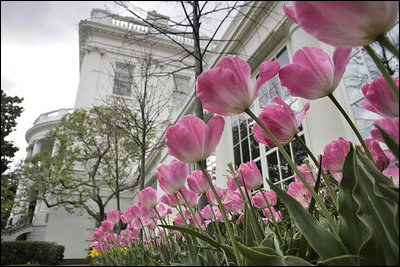
Весна в саду Жаклин Кеннеди — Розовые тюльпаны на восточной колоннаде Белого дома

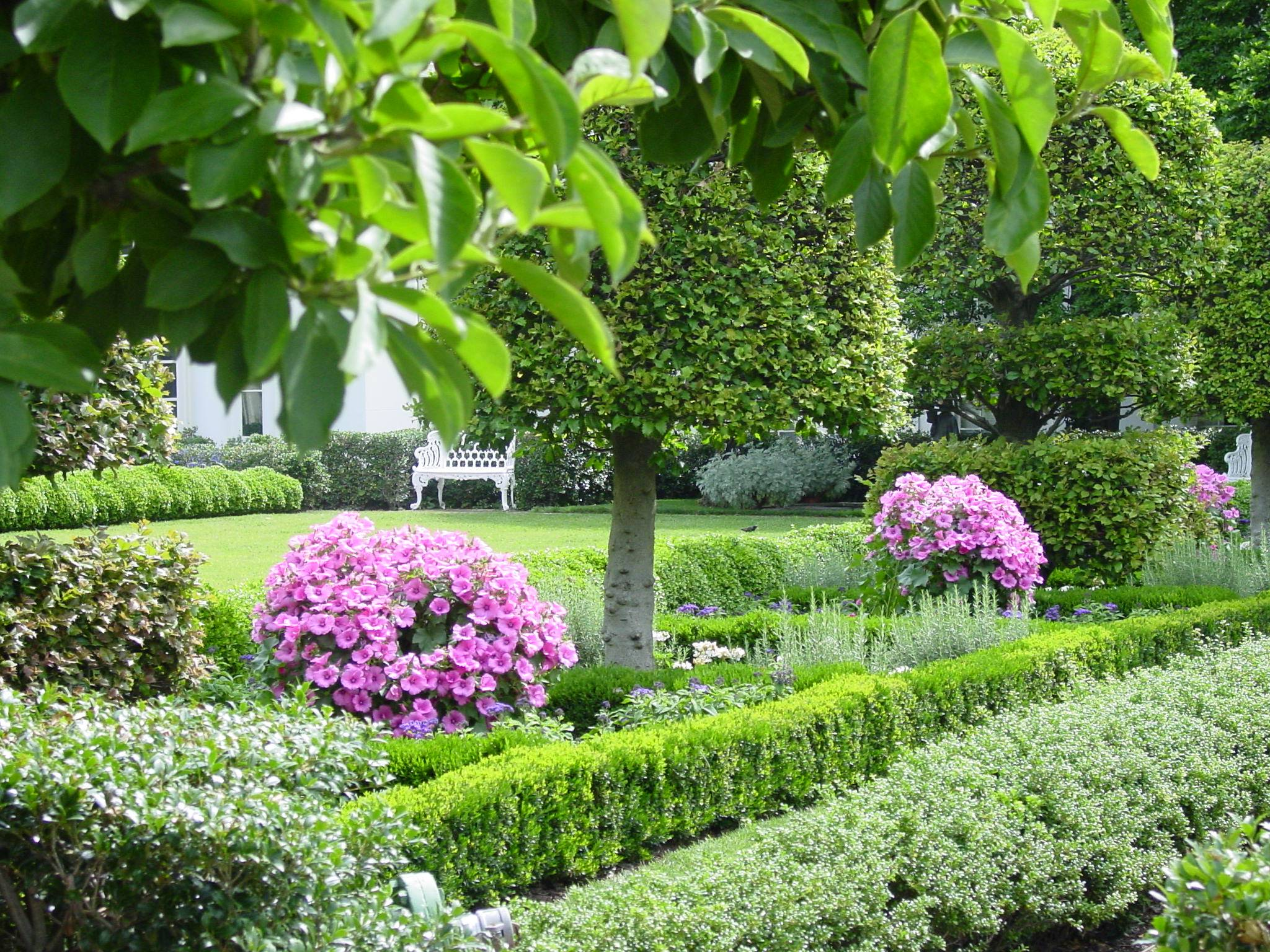
Лето в саду Жаклин Кеннеди — к магнолии и липе подсаживают агератум и самшит. Садовая скамейка из чугуна, выкрашенная в белый цвет в стиле возрождения рококо, стоит на территории Белого дома с 1850 года.

Сад Жаклин Кеннеди (англ. Jacqueline Kennedy Garden) расположен у Белого дома к югу от Восточной колоннады. Сад уравновешивает находящийся к западу от Белого дома Розовый сад.

## История
Эдит Рузвельт основала «Колониальный сад» на месте нынешнего Розового сада у Белого Дома. Она курировала создание аналогичного, но менее формального сада на восточной стороне, на месте нынешнего Сада Жаклин Кеннеди. Основа современного дизайна сада заложена в 1913 году первой леди Эллен Уилсон. Она назвала его Восточным садом. В нём Уилсон оборудовала пруд с лилиями. Однако работа над садом не была завершена до её кончины в 1941 году. В результате образовалась территория размером 36x19 метров (118x62 фута).
В последующие почти 50 лет территория вокруг Белого дома пришла в упадок. Когда к власти пришла администрация Кеннеди, неухоженное состояние садов привлекло внимание Жаклин Кеннеди. Она работала с Рэйчел Ламберт Меллон (Rachel Lambert Mellon) и Перри Уилер (Perry Wheeler) над реконструкцией Розового и Восточного садов. К моменту убийства президента Кеннеди в ноябре 1963 года Розовый сад был завершен, но работа по возрождению Восточного сада всё ещё продолжалась. Чтобы отметить вклад Жаклин Кеннеди в благоустройство Белого дома и его территории, её преемница, Леди Бёрд Джонсон, 22 апреля 1965 года церемониально переименовала Восточный сад в «Сад Жаклин Кеннеди».

## Дизайн и садоводство
Рэйчел Ламберт Меллон создала пространство с четкой центральной лужайкой, окаймленной цветочными клумбами во французском стиле, с использованием американских растений. Под влиянием работы Беатрикс Фарранд сад стал более строгим, чем предыдущий Восточный сад. Она использовала более органичную структуру, используя лиственные декоративные травы и каладиумы.
Сад соответствовал планировке, разработанной Меллон. Каждая клумба была засажена липами и магнолиями, окруженными невысокими живыми изгородями из самшита и американского остролиста. Внешний край клумбы, выходящий на центральную лужайку, был окружен самшитом. Многолетние цветущие растения включали дельфиниум, мальву, лаванду и розы. Сезонные цветы растут вперемешку, позволяя посетителям наблюдать цветение почти круглый год. Весеннецветущие, посаженные в розарии, включают нарцисс, фритиллярию, гиацинт, тюльпаны и хионодоксу. Летнецветущие однолетники меняют ежегодно. Осенью хризантема и кудрявая капуста придают цвет саду до начала зимы.

## Официальное и неформальное использование
Сад использовался для проведения мероприятий. Президент проводил в саду церемонии награждения. Леди Берд Джонсон, и Пэт Никсон использовали сад для вечеринок и чаепитий. Хиллари Клинтон выставила в саду современную скульптуру.